# Ивановская, Евдокия Семёновна
Евдоки́я Семёновна Ивано́вская (по мужу — Короленко; 1855, село Соковнино, Чернский уезд, Тульская губерния — 1940, Полтава, Украинская ССР) — русская революционерка, народница, жена русского писателя Владимира Короленко.

## Биография
Родилась в 1855 году в деревне Соковнино Чернского уезда Тульской губернии (ныне Плавского района Тульской области) в семье православного священника. Кроме Евдокии в семье воспитывались сёстры Прасковья, Александра; братья — Василий, Иван и Пётр.
Окончила Тульское духовное училище.
Училась на Лубянских высших курсах в Москве.
Арестована весной 1876 года и привлечена к дознанию, возникшему в Москве в 1876 году, по делу о пропаганде в Москве и Вологодской губернии (дело Алихана Ардасенова, Валериана Балмашёва и др.). При обыске найдены оружие, запрещённые издания и подложные паспорта. Пробыла под стражей год и десять месяцев, после чего освобождена на поруки. По Высочайшему повелению 7 февраля 1879 года дело о ней разрешено в административном порядке с высылкою её в одну из северо-восточных губерний под надзор полиции.
Разыскивалась полицией и 7 марта 1879 года арестована в Москве при обыске на квартире А. И. Макова, взятая на поруки женой Макова.
Выслана в Олонецкую губернию под гласный надзор полиции и водворена в г. Повенце с 29 августа 1879 года.
В 1880 году переведена в Кострому, где жила до 1883 года под полицейским надзором.
В 1883 году, после снятия надзора, переехала в Нижний Новгород.
В январе 1886 года в Нижнем Новгороде вышла замуж за Владимира Галактионовича Короленко.
В 1895 — 1900 годах жила в Санкт-Петербурге.
С 1900 года — в Полтаве.
Умерла в 1940 году в Полтаве.

## Муж и дети
- Короленко, Владимир Галактионович

Дочери:
- Софья (28.10.(9.11.)1886—16.07.1957) — по профессии учительница, работала в сельской школе. С 1905 года приняла на себя обязанности помощника и секретаря своего отца писателя Короленко В. Г. Инициатор создания и бессменный руководитель Литературно-мемориального музея В. Г. Короленко в Полтаве.
- Наталья (1.08.1888—1950) — литературовед, редактор сочинений Короленко В. Г. Жена Константина Ивановича Ляховича (1885—16.04.1921) — социал-демократа, лидера полтавских меньшевиков.[2]. У них была дочь Софья (родилась в Тулузе 5(18) июля 1914 года). Умерла в Москве.
- Елена (10.01.1892—1893)
- Ольга (5.09.1895—29.05.1896)

## Братья и сёстры
- Василий Семёнович Ивановский
- Прасковья Семёновна Ивановская
- Александра Семёновна Ивановская
- Ивановский, Иван Семёнович (род. около 1859 года) — воспитанник Белевской духовной семинарии. Привлекался к дознанию в феврале 1876 года по обвинению в участии в противоправительственном обществе для пропаганды в народе: распространял среди семинаристов запрещённые издания. Исключен из семинарии, около двух лет находился в Тульской тюрьме. По высочайшему повелению 17 июля 1877 года дело о нём разрешено в административном порядке с учреждением за ним негласного надзора.
- Ивановский, Петр Семёнович (род. около 1863 года) — учился на дому у брата Василия, а после его ареста перешёл на квартиру Евдокии Семёновны Ивановской, где и был арестован в возрасте 13 лет. Привлекался к дознанию в феврале 1876 года в Москве по обвинению в участии в противоправительственном обществе для пропаганды. Освобождён через три недели. По высочайшему повелению 17 июля 1877 года дело о нём прекращено.